# Тарасов, Пётр Михайлович (Герой Советского Союза)
Пётр Миха́йлович Тара́сов (1921—1944) — капитан Рабоче-крестьянской Красной Армии, участник Великой Отечественной войны, Герой Советского Союза (1944).

## Биография
Пётр Тарасов родился 7 октября 1921 года в деревне Каменные Озерки (ныне — Рассказовский район Тамбовской области). После окончания восьми классов школы работал в колхозе. В сентябре 1938 года Тарасов был призван на службу в Рабоче-крестьянскую Красную Армию. В 1940 году он окончил Тамбовское пехотное училище. С начала Великой Отечественной войны — на её фронтах.
К марту 1944 года гвардии капитан Пётр Тарасов был заместителем командира батальона 340-го гвардейского стрелкового полка 121-й гвардейской стрелковой дивизии 1-го гвардейского кавалерийского корпуса 13-й армии 1-го Украинского фронта. Отличился во время освобождения Луцка. 3 марта 1944 года в бою за важный опорный пункт немецкой обороны, когда батальон залёг под массированным немецким огнём, Тарасов попытался уничтожить мешавшую продвижению вперед немецкую огневую точку, а получив ранение, закрыл собой амбразуру. Похоронен в братской могиле в Луцке.
Указом Президиума Верховного Совета СССР от 25 августа 1944 года за «мужество и отвагу, проявленные в боях с немецкими захватчиками», гвардии капитан Пётр Тарасов посмертно был удостоен высокого звания Героя Советского Союза. Также был награждён орденом Ленина и медалью.
В честь Тарасова названа улица в Луцке, установлен памятник на месте его гибели.